# Dobrnič
Dobrnič – wieś w Słowenii, w gminie Trebnje. W 2018 roku liczyła 100 mieszkańców.